# Horst Parson
Horst Herbert Parson (* 19. August 1935 in Bad Reichenhall; † 11. April 2015 in Innsbruck) war ein österreichischer Architekt.

## Leben

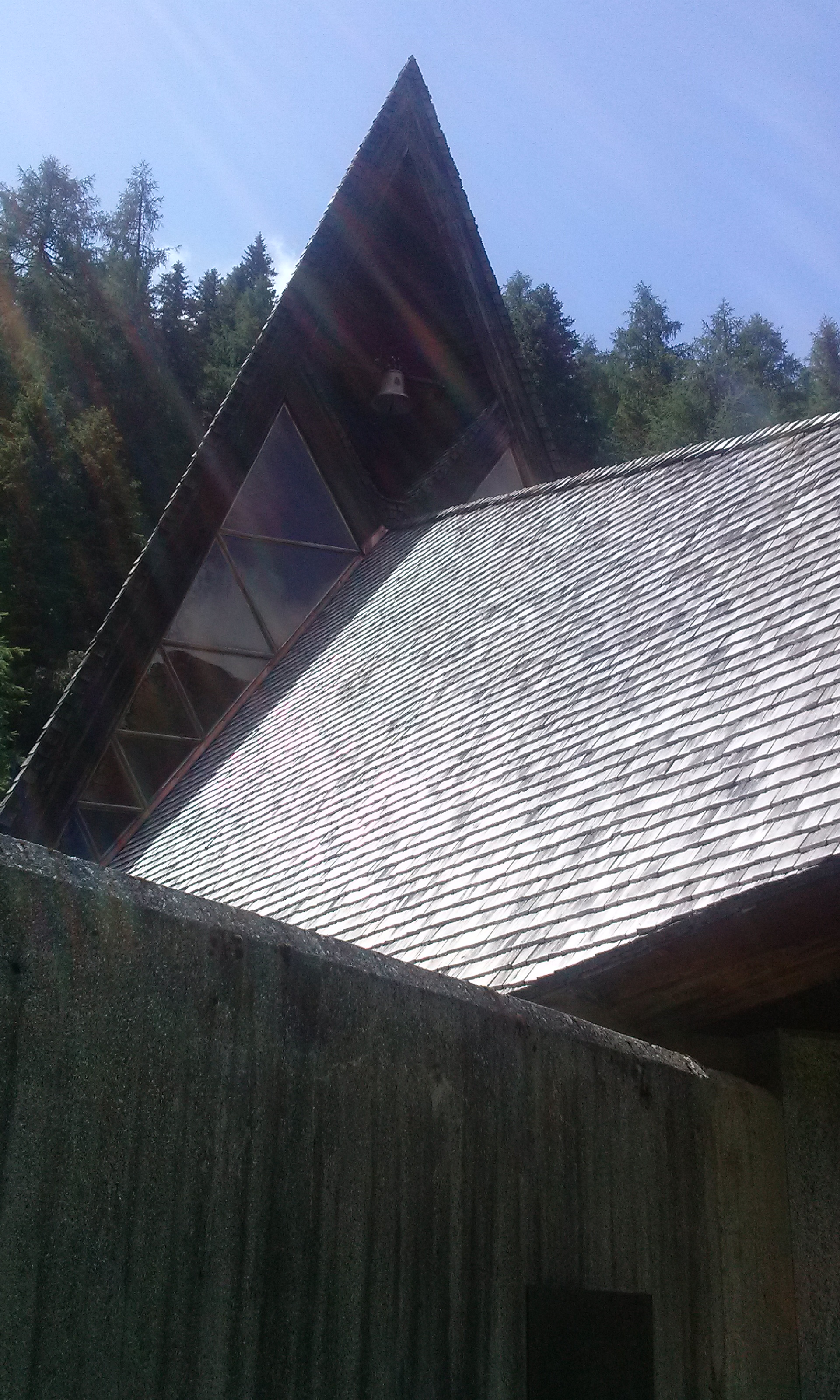
Kapelle Axamer Lizum

Parson besuchte von 1949 bis 1954 die Höhere Technische Lehranstalt in Salzburg und studierte von 1955 bis 1960 Architektur an der Technischen Hochschule Graz. Anschließend arbeitete er bei Wilhelm Stigler in Innsbruck und eröffnete 1966 dort sein eigenes Büro, das er von 1988 bis 1993 in Partnerschaft mit Wolfgang Kritzinger und von 1993 bis 2004 in Partnerschaft mit Johannes Schmidt führte. Von 1979 bis 1991 war er als Lektor an der Universität Innsbruck tätig.
Als eines seiner ersten Werke plante er eine Kapelle in der Axamer Lizum, die anlässlich der Olympischen Winterspiele 1964 errichtet wurde. Diese erregte Aufsehen und Parson erhielt weitere Aufträge für Kirchenbauten, aber auch für Einfamilienhäuser, Wohnanlagen und Bürogebäude in ganz Tirol. Seine Bauten weisen klare Strukturen, hohe Funktionalität und eine hohe Tageslichtqualität auf.
Parson war an über 20 Ausstellungen beteiligt, erhielt elf erste Preise bei Architekturwettbewerben und war selbst Preisrichter bei über 130 Wettbewerben. Er war als städtebaulicher Berater von Kufstein, Schwaz und Wörgl sowie als Mitglied des Gestaltungsbeirates von Linz, Wels und Steyr tätig.

## Auszeichnungen
- Österreichischer Bauherrenpreis 1970
- Österreichischer Stahlbaupreis, 1982
- Europäischer Stahlbaupreis, 1983
- Österreichischer Bauherrenpreis 1986
- Anerkennung des Landes Tirol für Neues Bauen, 1992
- Tiroler Landespreis für Kunst, 2012

## Realisierungen
- Kapelle Axamer Lizum, 1963/64

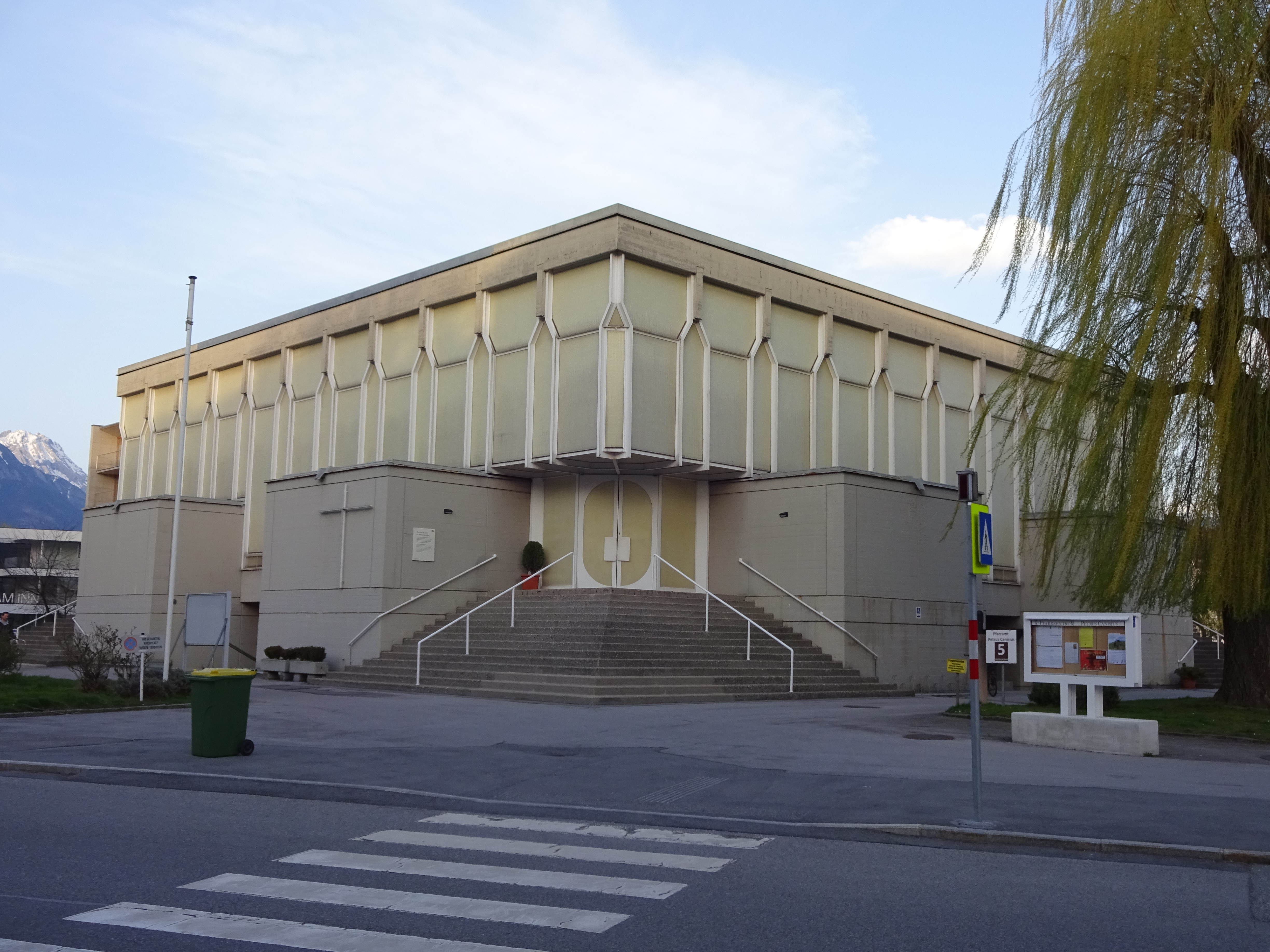
Pfarrzentrum Petrus Canisius

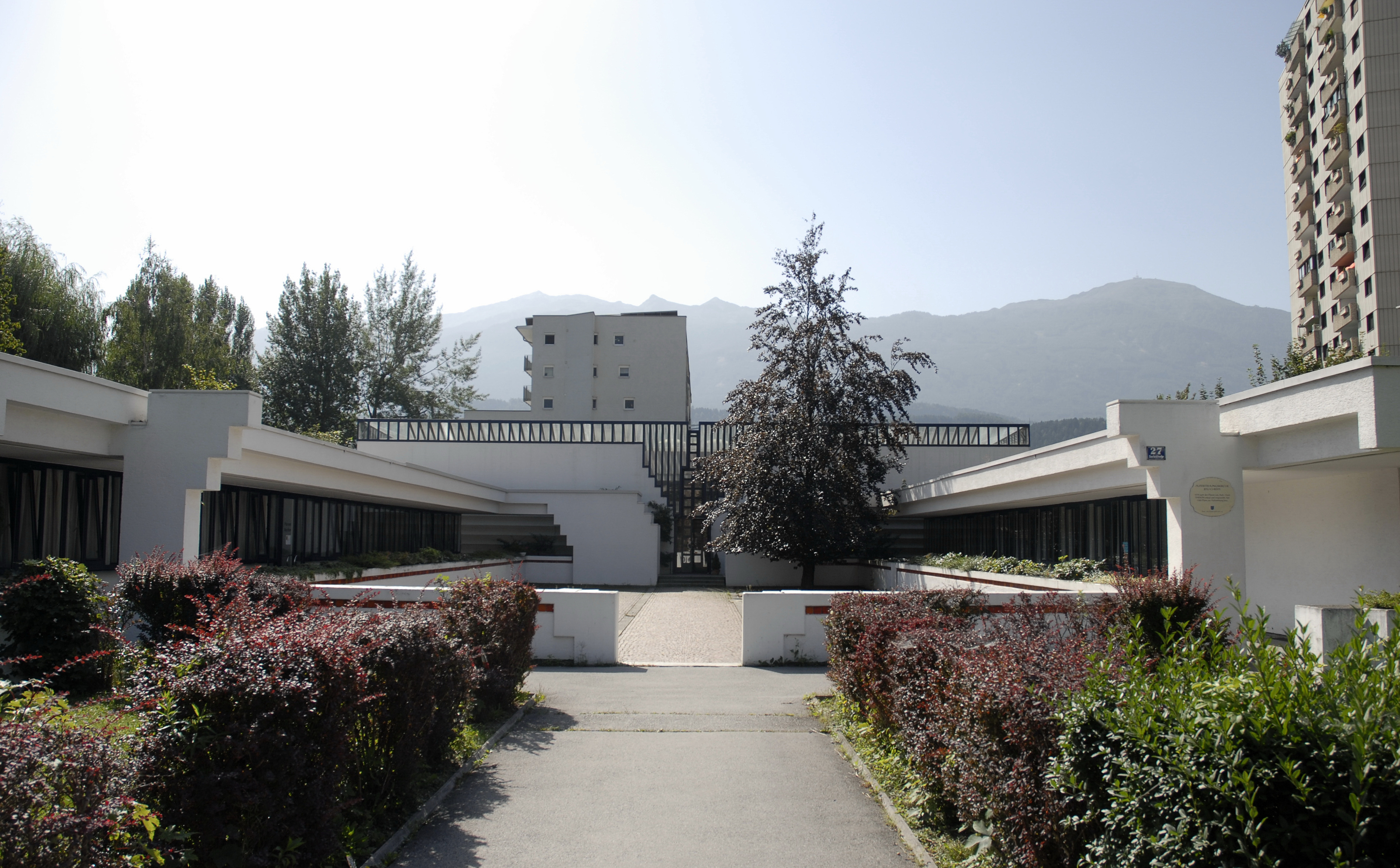
Kirche im Pfarrzentrum Neu-Rum

- Doppelwohnhaus in Aldrans, 1967–1968[2] (Österreichischer Bauherrenpreis 1970)
- Haus Falger, Axams, 1967–1969[3]
- Pfarrzentrum Petrus Canisius, Innsbruck, 1968–1972
- Villa Thurner, Sterzing, 1975[4]
- Kirche Auferstehung Jesu Christi im Pfarrzentrum Neu-Rum, 1976–1978
- Wohnanlage „Wohnen am Inn“, Olympisches Dorf, Innsbruck, 1981–1984
- Peerhofsiedlung, Innsbruck, 1982–1990 (mit Arno Heinz, Günther Norer, Peter Thurner)
- Haus Prandstetter („Haus im Hang“), Aldrans, 1984–1986 (Österreichischer Bauherrenpreis 1986)
- Turnhalle Reithmanngymnasium, Innsbruck, 1991
- Bürogebäude Gebro, Fieberbrunn, 1992–1995 (mit Johannes Schmidt)
- Haus Schaber, Obsteig, 1996
- Wohnanlage Kirschental, Innsbruck, 1997 (mit Wolfgang Kritzinger)
- Wohnanlage Seewirt, Innsbruck, 1997 (mit Wolfgang Kritzinger)
- Lehranstalt für metallverarbeitende Berufe, Fulpmes, 2000 (mit Johannes Schmidt)